# Tízmillió kilométeres nagyságrend
Ez a lap a különböző nagyságrendek összehasonlítását segíti elő, 1010 és 1011 méter közötti hosszúságokat (szélességeket, magasságokat, mélységeket, átmérőket, távolságokat) sorolja fel. Az összes nagyságrendet átfogó lista a Nagyságrendek listája (hosszúság) szócikkben található meg.

## Értékek
1010 m egyenlő az alábbiakkal:
- 10 Gm (gigaméter)
- 10 millió km
- 0,07 csillagászati egység

## Csillagászat
- 15 millió km: a Hyakutake üstökös legkisebb távolsága a Földtől
- 18 millió km: egy fényperc
- 40 millió km: a Rigel kék szuperóriás csillag átmérője
- 46 millió km: a Merkúr perihéliumi távolsága
- 53 millió km: az Aldebaran narancs óriáscsillag átmérője
- 70 millió km: a Merkúr aphéliumi távolsága
- 76 millió km: a legnagyobb távolság egy természetes hold és annak bolygója között (S/2002 N 4 és a Neptunusz)